# Laxton's Epicure (manzana)
Laxton's Epicure es una  variedad cultivar de manzano (Malus domestica). 
Un híbrido del cruce de 'Wealthy' x 'Cox's Orange Pippin'. Criado en Bedford por "Laxton Bros. Ltd.", en 1909 e introducido por ellos en 1929. Las frutas tienen pulpa de color crema, con textura de grano fino y crujiente, con sabor jugoso, dulce y aromático.

## Sinonimia
- "Epicure".

## Historia
'Laxton's Epicure' es una variedad de manzana, híbrido del cruce de la variedad 'Wealthy' como Parental-Madre x polen del Parental-Padre 'Cox's Orange Pippin', por "Laxton Bros. Ltd." Bedford, Inglaterra, (Reino Unido) a principios del siglo XX en 1909 e introducido por ellos en los circuitos comerciales en 1929.
'Laxton's Epicure' se cultiva en la National Fruit Collection con el número de accesión: 2006-013 y nombre de accesión : Epicure (LA 65A). También se encuentra en las colecciones de manzanos de « East of England Apples & Orchards Project » y en la colección « Marcher Apple Network collections (Donnington) »

## Características
'Laxton's Epicure' árbol de extensión erguida, de vigor moderadamente vigoroso, portador de espuela de fructificación erguidas y extendidas. Produce abundantes cosechas pero tiende a ser bienal. Las flores son tolerantes a las heladas. Tiene un tiempo de floración que comienza a partir del 5 de mayo con el 10% de floración, para el 11 de mayo tiene una floración completa (80%), y para el 19 de mayo tiene un 90% caída de pétalos.
'Laxton's Epicure' tiene una talla de fruto de pequeño a medio; forma truncado cónica, con una altura de 49.00 mm, y con una anchura de 57.50mm; con nervaduras ausentes, y corona muy débil; epidermis con color de fondo es amarillo verdoso lavado a un rojo anaranjado, con un sobre color rubores rojo anaranjado y un patrón de rayas rojas rotas, importancia del sobre color medio-alto, y patrón del sobre color rayas / chapa, ruginoso-"russeting" (pardeamiento áspero superficial que presentan algunas variedades) muy bajo; la piel tiende a ser lisa se vuelve grasienta en la madurez con lenticelas de color claro; cáliz moderadamente grande y semiabierto, colocado en una cuenca poco profunda y mediana, ligeramente fruncida; pedúnculo de longitud medio y de calibre fino, colocado en una cavidad cubierta de algo de ruginoso-"russeting" profunda, en forma de embudo; carne es de color crema, con textura de grano fino y crujiente, con sabor jugoso, dulce y aromático.
Su tiempo de recogida de cosecha se inicia a finales de agosto. Es mejor comerlo fresco ya que el 'Epicure' no aguanta el almacenamiento.

## Progenie
'Laxton's Epicure' tiene en su progenie como Parental-Madre, a las nuevas variedades de manzana:
- Laxton's Reward

'Laxton's Epicure' tiene en su progenie como Parental-Padre, a las nuevas variedades de manzana:
- Merton Knave

'Laxton's Epicure' tiene en su progenie como Desporte, a la nueva variedad de manzana:
- Epicurean

## Usos
Una buena manzana de uso de postre fresca en mesa.

## Ploidismo
Diploide, parcialmente autofértil. Grupo de polinización: C, Día 11.